# Kaźmierz (gmina)
Kaźmierz est une gmina rurale du powiat de Szamotuły, Grande-Pologne, dans le centre-ouest de la Pologne. Son siège est le village de Kaźmierz, qui se situe environ 10 km au sud de Szamotuły et 26 km au nord-ouest de la capitale régionale Poznań.
La gmina couvre une superficie de 128,2 km2 pour une population de 7 242 habitants en 2006.

## Géographie

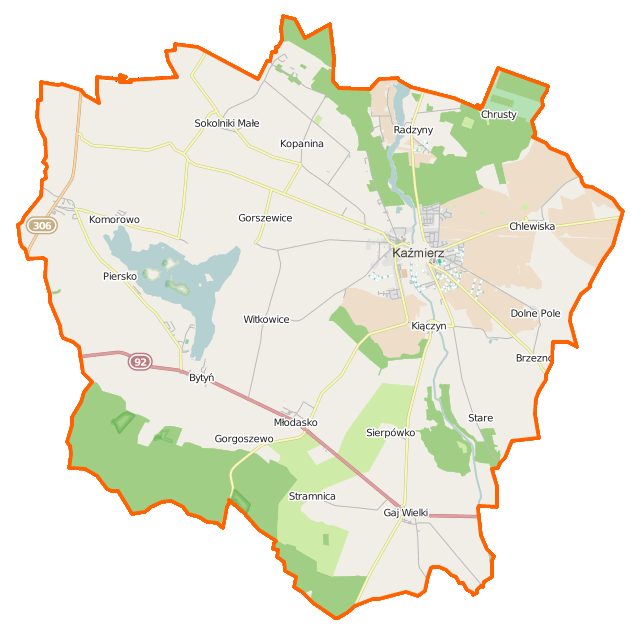
Plan de la gmina.

Outre le village de Kaźmierz, la gmina inclut les villages de:
- Brzezno
- Bytyń
- Chlewiska
- Dolne Pole
- Gaj Wielki
- Gorszewice
- Kiączyn
- Komorowo
- Kopanina
- Młodasko
- Nowa Wieś
- Piersko
- Pólko
- Radzyny
- Sierpówko
- Sokolniki Małe
- Sokolniki Wielkie
- Witkowice

### Gminy voisines
La gmina de Kaźmierz est bordée des gminy de:
- Duszniki
- Rokietnica
- Szamotuły
- Tarnowo Podgórne

## Structure du terrain
D'après les données de 2002, la superficie de la commune de Kaźmierz est de 128,2 km2, répartis comme tel :
- terres agricoles : 74%
- forêts : 15%

La commune représente 11,45% de la superficie du powiat.

## Démographie
Données du 30 juin 2004 :
| Description        | Total  | Total | Femmes | Femmes | Hommes | Hommes |
| ------------------ | ------ | ----- | ------ | ------ | ------ | ------ |
| Unité              | Nombre | %     | Nombre | %      | Nombre | %      |
| population         | 7 112  | 100   | 3 613  | 50,8   | 3 499  | 49,2   |
| Densité (hab./km2) | 55,5   | 55,5  | 28,2   | 28,2   | 27,3   | 27,3   |